# Steeg
Steeg é um município da Áustria, situado no distrito de Reutte, no estado do Tirol. Tem 67,95 km² de área e sua população em 2019 foi estimada em 667 habitantes.